# Maurice Pouzet (mathématicien)
Pour l’article homonyme, voir Maurice Pouzet.
Maurice Pouzet est un mathématicien français né le 19 octobre 1945 à Brive-la-Gaillarde et mort le 31 décembre 2023 à Lyon.
Professeur des universités, il est attaché depuis 1969 (l'année de la création de l'université) à l'université Claude-Bernard-Lyon-I dans des rôles divers, où il est professeur émérite depuis 2008. Spécialiste des mathématiques discrètes, il travaille sur des problèmes d'ordres, de relations et de graphes.  

## Biographie
Maurice Pouzet est né à Brive-la-Gaillarde (Corrèze). Élevé dans une famille modeste, il va à l'école des Frères de la Salle jusqu'à l'âge de 13 ans, puis dans la section technique du lycée Georges-Cabanis à Brive, où il obtient un baccalauréat technique en juin 1963. 
Après deux ans en classes préparatoires au lycée La Martinière-Diderot (La Martinière à l'époque) aux Terreaux, à Lyon, il décroche en 1965 une place à l'IPES de l'université de Lyon et un poste d'élève fonctionnaire, d'octobre 1965 à octobre 1969. 
Il soutient sa thèse d'état à l'université de Lyon en 1978, sous la direction d'Ernest Corominas.
Il vit à Villeurbanne, à quelques pas du campus de l'université Claude-Bernard-Lyon-I. Père de quatre enfants et grand-père de six petits-enfants.

## Activités scientifiques
Maurice Pouzet est un mathématicien très prolifique, publiant aussi bien en informatique qu'en mathématiques. Il travaille en mathématiques discrètes, dont il est un des promoteurs en France. 
Dans la théorie des ordres, il est connu pour son travail sur les beaux ordres et la cofinalité. Il a démontré en 1979 que la cofinalité d'un ordre partiel sans antichaînes infinies doit être un cardinal régulier. Son théorème est plus général et répond à une question de Fred Galvin, en prouvant que tout bel ordre a un sous-ensemble cofinal qui est un meilleur quasi-ordre (en).
Dans la théorie des relations, il a démontré qu'une classe héréditaire C de structures relationnelles finies admet un nombre fini de bornes si pour tout entier p la classe d'extensions d'éléments de C par p relations unaires, n'admet aucune antichaîne infinie par rapport de plongement. Il a également confirmé une conjecture de Peter Cameron sur les groupes de permutations, en démontrant que l'algèbre d'orbites d'un groupe de permutations est intègre si (et seulement si) le groupe n'a pas d'orbite finie.
Pouzet introduit la notion de métrique sur un monoïde ordonné pour étudier les graphes et les structures ordonnées.
Il est abondamment cité, par exemple dans l'ouvrage de Roland Fraïssé sur la théorie des relations.

## Publications
Parmi les publications les plus connues de Maurice Pouzet, on trouve :
- « Un bel ordre de l'abritement et ses rapports avec les bornes d'une multirelation », CRAS, Série A, vol. 274, 1972, p. 1677-1680 ;
- (en) « Linear extensions of ordered sets », avec Robert Bonnet, Ordered Sets, 1982, p. 125-170 (DOI 10.1007/978-94-009-7798-3_4) ;
- (en) « Retract: graphs and ordered sets from the metric point of view », avec EI Mostapha Jawhari et Driss Misane, Contemporary Mathematics, vol. 57, 1986, p. 175-226 (DOI 10.1090/conm/057/856237) ;
- (en) « Edge partitions of the Rado graph », avec Norbert Sauer, Combinatorica, 1996, p. 505-520 (DOI 10.1007/BF01271269) ;
- (en) « Divisibility of countable metric spaces », avec Christian Delhommé, Claude Laflamme et Norbert Sauer, European Journal of Combinatorics, vol. 28, no 6, 2007, p. 1746-1749 (DOI 10.1016/j.ejc.2006.06.024) ;
- (en) « On a quasi-ordering on Boolean functions », avec Miguel Couceiro, Theoretical Computer Science, vol. 396, n° 1, 2008, p. 71-87 (DOI 10.1016/j.tcs.2008.01.025) ;
- (en) « When is the orbit algebra of a group an integral domain? Proof of a conjecture of P.J. Cameron », Theoretical Informatics and Applications, vol. 42, n° 1, 2008, p. 83-103 [lire en ligne].
- (en)  «The chain covering number of a poset with no infinite antichains », avec Uri Abraham, Comptes Rendus. Mathématique, vol. 361, 2023, p. 1383-1399 [lire en ligne].

Il a dirigé plusieurs thèses,, dont celles de Christian Delhommé, Djamila Oudrar, Eric San-Juan, Nicolas Thiéry, Stéphan Tomassé et Nejib Zaguia. Il a travaillé avec de nombreux collaborateurs, 62 pour ses premiers 133 articles.